# Messicobolus amulensis
Messicobolus amulensis är en mångfotingart som först beskrevs av Pocock 1909.  Messicobolus amulensis ingår i släktet Messicobolus och familjen Messicobolidae. Inga underarter finns listade i Catalogue of Life.